# Jacques Chapou
Jean-Jacques Chapou (Montcuq, 10 april 1909 - nabij Bourganeuf, 16 juli 1944) was een professor die door de Vichy-regering werd ontslagen omdat hij lid was van de vrijmetselarij. Hij was lid van het verzet met de rang van kapitein van de FTP in Lot, Corrèze en Creuse.

## Biografie
In 1944 werd hij militair leider van de FTP van Corrèze onder de alias “Kléber”. Hij was een van de leiders die het bevel voerden bij de inname van Tulle. De stad werd echter de volgende dag heroverd, na de aankomst van versterkingen van een colonne van de 2. SS-Panzer-Division Das Reich onder bevel van  generaal Heinz Lammerding, die vanwege de geallieerde landing in Normandië daarnaar op weg was. Deze operatie en de rampzalige gevolgen ervan lieten diepe sporen bij hem achter. Chapou werd overgeplaatst naar Creuse om het commando over de FTP-interregio op zich te nemen.
Hij stierf op 16 juli 1944 nabij Bourganeuf. Hij werd in een hinderlaag gelokt door een gewond lid van de Jesserbrigade en schoot zijn magazijn leeg op zijn aanvallers. In plaats van zich over te geven, doodde hij zichzelf met de laatste kogel. 